# Esmee Visser
Esmee Visser, född 27 januari 1996, är en nederländsk idrottare som tävlar i hastighetsåkning på skridskor.
Vid europamästerskapen 2018 i ryska Kolomna tog hon sin första seger i en internationell seniortävling när hon tog en guldmedalj på 3 000 meter.
Visser blev olympisk mästare på 5 000 meter vid olympiska vinterspelen 2018 i Pyeongchang i Sydkorea med ett banrekord på 6.50.23. Hon var den enda av de nederländska åkarna i truppen som inte var proffs.